# カール・フレッシュ国際ヴァイオリン・コンクール
カール・フレッシュ国際ヴァイオリン・コンクール（英: Carl Flesch International Violin Competition、ハンガリー語: Flesch Károly Nemzetközi Hegedűverseny）は、ヴァイオリニストを対象としたコンクールの一つ。
概要節のとおり2つの同名のコンクールがあるが、両者は開催地だけでなく由来や主催者も異なり（ハンガリーでの国際コンクールはモションマジャローヴァール市とJózsefné Fejes音楽財団が主催）、全くの別物である。

## 概要
カール・フレッシュ国際ヴァイオリン・コンクール・イン・ロンドン
1945年、ヴァイオリン奏者カール・フレッシュの名を記念して、マックス・ロスタールとエドリック・カンデルにより創設された。第1位には、賞金5,000ポンド（1990年時点）とカール・フレッシュ・メダルが贈られ、ロンドン・フィルハーモニー管弦楽団との共演の機会が与えられた。英国において開催されてきたコンクールは、ロンドン市がコンクールへの資金援助を停止したことにより、1992年の開催を最後にして以降は開催されなくなった。
カール・フレッシュ国際ヴァイオリン・コンクール・イン・ハンガリー
他方、1985年からハンガリーにおいて開催されている別のコンクールがあり、当初のナショナル・カール・フレッシュ・ヴァイオリン・コンクールを改称して、今日ではカール・フレッシュ国際ヴァイオリン・コンクール（カール・フレッシュ国際ヴァイオリン・コンペティション）の名で開催されている（外部リンクのウェブサイトを参照）。なお、本コンクールの開催場所は、首都ブダペストでなくハンガリー北西部のモションマジャローヴァール（カール・フレッシュの出身地）である（2023年開催時点）。

## ロンドンでの国際コンクール入賞者
《出典：英語版Wikipedia「Carl Flesch International Violin Competition」》
- 1945年　レイモンド・コーエン（イギリス)
- 1946年　ノルベルト・ブレイニン（英語版） （イギリス）
- 1947年　エリック・グリューエンバーグ（パレスチナ）
- 1948年　ガブリエラ・レンゲル（ハンガリー語版）（ハンガリー）
- 1949年　John Glickman
- 1950年　Eugene Prokop（チェコスロバキア）
- 1951年　イゴール・オジム（ユーゴスラビア）
- 1952年　Pierre Jetteur（ベルギー）
- 1953年　ベティー＝ジャン・ハーゲン（英語版）（カナダ）
- 1954年　Maria Vischnia（ウルグアイ）
- 1955年　コヴァーチ・デーネシュ（ブルガリア）
- 1956年　ラディスラフ・ヤーセック（チェコ語版）（チェコスロバキア）
- 1957年　Michael Davis
- 1958年　ウィルフレッド・レーマン（英: Wilfred Lehmann）（オーストラリア）
- 1959年　Ronald Keith Thomas（オーストリア）
- 1960年　アントワーヌ・ゴーランド（Antoine Goulard）（フランス）
- 1961年　Marie Renaudie
- 1962年　ジャン＝ジャック・カントロフ（フランス）
- 1963年　アナ・チュマチェンコ（英語版）（イタリア/アルゼンチン）
- 1964年　Eva Zurbrügg（スイス）
- 1965年　ボダ・エステル（Eszter Boda Katona）（ハンガリー）
- 1966年　Andreas Röhn（西ドイツ）[3]
- 1968年　大山平一郎（日本）
- 1970年　ストイカ・ミラノヴァ（ブルガリア）
- 1972年　チャバ・エルデーイ（ハンガリー語版）（ハンガリー）
- 1974年　ミンチョ・ミンチェフ（ブルガリア)
- 1976年　ドラ・シュワルツベルク（イタリア語版）（オーストリア）
- 1978年　ウジェーヌ・サルブ（ルーマニア）
- 1980年　バルバラ・グルジンスカ（ポーランド語版）（ポーランド）
- 1982年　アデリナ・オプリーン（ドイツ語版）（ルーマニア）
- 1984年　木野雅之（日本）
- 1986年　薛偉（wikidata）（中国）
- 1988年　ヤン・サンシク（朝: 양성식、英: Sungsic Yan）（韓国）
- 1990年　マキシム・ヴェンゲーロフ（ロシア）
- 1992年　ベンヤミン・シュミット（ドイツ語版）（ドイツ）

1992年をもって事実上終了。

## ハンガリーでの国際コンクール入賞者
《2018年（第13回）までの出典：》
1985年から1991年までの各位入賞者にハンガリー人の参加者の名前が連なっていることから、当時は国際コンクールでなかったことがうかがえる。
- 1985年（第1回）
  - 第1位　ジュラ・シュトュッレール（フランス語版）（ハンガリー）
  - 第2位　János Pilz（ハンガリー）
  - 第3位　Tímea Iván（ハンガリー）
- 1987年（第2回）
  - 第1位　Erika Tóth（ハンガリー）
  - 第2位　Zsuzsanna Nagy（ハンガリー）、György Ács（ハンガリー）
  - 第3位　Ferenc Illényi[注釈 4]（ハンガリー）、ゾルタン・アルマーシ（wikidata）[注釈 5]（ハンガリー）
- 1989年（第3回）
  - 第1位　Beatrix Godányi（ハンガリー）
  - 第2位　Beatrix Csík（ハンガリー）、Péter Somogyi（ハンガリー）
  - 第3位　Péter Fodor（ハンガリー）、Éva Viniczai（ハンガリー）
- 1991年（第4回）
  - 第1位　マルタ・アブラハム（ハンガリー語版）（ハンガリー）
  - 第2位　Péter Somogyi[注釈 6]（ハンガリー）
  - 第3位　Péter Fodor[注釈 6]（ハンガリー）
- 1993年（第5回）
  - 第1位　シャンドル・ヤボルカイ（洪: Sándor Jávorkai）（ハンガリー）[9]
  - 第2位　Melinda Béres（ルーマニア）
  - 第3位　エドウィン・マートン[注釈 7]（ウクライナ）
- 1995年（第6回）
  - 第1位　Melinda Béres[注釈 6]（ルーマニア）
  - 第2位　ガボール・ザボ
  - 第3位　バルナバーシュ・ケレメン
- 1997年（第7回）
  - 第1位　Katalin Varnagy（ハンガリー）[10]
  - 第2位　ヴェロニカ・ヤルシュコヴァ（wikidata）（スロバキア）
  - 第3位　Flóra Kovács（ハンガリー）
- 1999年（第8回）
  - 第1位　カタリン・コカス（英語版、ハンガリー語版）（ハンガリー）
  - 第2位　Gyula Vadászi（ハンガリー）
  - 第3位　Dániel Papp（ハンガリー）
- 2001年（第9回）
  - 第1位　Bence Gazda（ハンガリー）
  - 第2位　Csaba Birkás（ハンガリー）
  - 第3位　Michal Majersky（スロバキア）
- 2003年（第10回）
  - 第1位　Ádám Banda（ハンガリー）
  - 第2位　Gyula Vadászi[注釈 8]（ハンガリー）
  - 第3位　Federico Kasik（ウクライナ）、Nazariy Pylatyuk（ウクライナ）
- 2008年（第11回）
  - 第1位　エルノ・カライ（ハンガリー語版）（ハンガリー）
  - 第2位　シニ＝マーリア・シモネン（フィンランド語版）（フィンランド）
  - 第3位　ジュリア・パスカー（wikidata）（ハンガリー）、Ilya Movchan（ロシア）
- 2013年（第12回）
  - 第1位　ララ・ボシュコウ（ドイツ語版）（ドイツ）
  - 第2位　尾池亜美（日本）、エヴァ・ラブチェフスカ（英: Eva Rabchevska）（ウクライナ）
  - 第3位　アメリア・マゾンスカ（ポーランド語版）（ポーランド）
- 2018年（第13回）
  - 第1位　長尾春花（日本）
  - 第2位　エリュー・フェン（英: Eryu Feng）（中国）、ルイーザ・ステイプルズ（英: Louisa Staples）（イギリス）
  - 第3位　ユリア・トゥルノフスキー（英: Julia Turnovsky）（オーストリア）
- 2023年（第14回）[11]
  - 第1位　Eun Che Kim（韓国）
  - 第2位　Sara Ispas（オーストラリア）
  - 第3位　Maya Alexandra Kasprzak（日本/ドイツ/ポーランド）